# Nick Schneiders
Nick Schneiders (* 20. Juli 1984 in Brackwede, Bielefeld) ist ein ehemaliger deutscher Basketballspieler, der nach dem Studium in den Vereinigten Staaten ab 2010 als Profi in der Basketball-Bundesliga spielte. Mit 2,21 m Körpergröße galt Schneiders als der längste Bundesligaspieler. Er bestritt 159 Bundesliga-Spiele.

## Karriere
Schneiders begann erst mit 19 Jahren Basketball bei der DJK Grün-Weiß Rheda zu spielen. Von 2005 bis 2010 spielte er während seines Studiums an der University of South Carolina Upstate in Spartanburg für die Hochschulmannschaft Spartans, die 2007 aus der Division II kommend der Atlantic Sun Conference in der NCAA Division I beitraten. Innerhalb der NCAA Division I gelangen der Mannschaft keine besonderen Erfolge. Mit 205 geblockten Würfen innerhalb von vier Jahren stellte Schneiders eine neue Bestmarke an der Hochschule auf. Von der Atlantic Sun Conference wurde er mehrmals für seine Studienleistungen ausgezeichnet. Zeitweilig stand in der Hochschulmannschaft neben Schneiders mit Marc Wartenberger ein weiterer Deutscher.
Nach dem Ende seines Studiums bekam Schneiders 2010 einen Dreijahresvertrag bei den New Yorker Phantoms Braunschweig in der höchsten deutschen Spielklasse. Dieser Mannschaft gelang in der Bundesliga-Spielzeit 2010/11 erneut die Qualifikation für die Play-offs um die Deutsche Meisterschaft. Sie schieden in der ersten Runde gegen die späteren Vizemeister Alba Berlin aus. Zudem gelang in dieser Spielzeit der Finaleinzug im BBL-Pokal 2011, welches gegen den Meister und Pokal-Titelverteidiger Brose Baskets verloren ging.
Auch in der Bundesliga-Saison 2011/12 konnte Schneiders mit den New Yorker Phantoms erneut in das Halbfinale des BBL-Pokal 2012 einziehen. In den Play-offs schied man in der ersten Runde diesmal gegen den späteren Vizemeister Ratiopharm Ulm aus. Nachdem man in der Basketball-Bundesliga-Saison 2012/13 unter dem neuen Trainer Kostas Flevarakis die Play-offs verpasst hatte, konnte sich auch Schneiders, der 2012/13 mit 5,1 Punkten je Begegnung den Höchstwert seiner Bundesliga-Zeit erreicht hatte, am Saisonende nicht mit den Niedersachsen über eine Vertragsverlängerung einigen.
Nach einem Probetraining beim Ligakonkurrenten Eisbären Bremerhaven bekam er schließlich einen zunächst bis Jahresende befristeten Vertrag. Dieser Vertrag wurde im Dezember 2013 bis zum Saisonende 2014 verlängert. Auch in der Saison 2014/15 spielte Schneiders bei den Eisbären in der Bundesliga.
Seit August 2015 hielt Nick Schneiders sich bei den Finke Baskets Paderborn fit und gab dort am 6. November 2015 sein Debüt gegen die Oettinger Rockets Gotha. Bis zum Ende der Saison 2015/16 spielte Schneiders dort ohne Vertrag in der 2. Basketball-Bundesliga und verhalf den Paderbornern zum Klassenerhalt. In einem der letzten Spiele verletzte er sich und beendete anschließend seine Karriere als Profi-Basketballspieler.